# الحاج سري
وهو أحمد سري بن صالح، ولد في بغداد عام 1296 هـ/1878م، وتعلم القرآن وهو صغير في الكتاتيب وبعد أن أكمل دراسته الأولية ألتحق بالمدرسة العسكرية في إسطنبول في عهد الدولة العثمانية، وعند قيام الحكومة العراقية عام 1920م، في عهد عبد الرحمن الكيلاني النقيب عاد إلى بغداد وكان أول آمر للفوج المسمى فوج موسى الكاظم، مع صالح زكي الطائي، وعند تأسيس الجيش العراقي عين ضابط تجنيد الموصل في 1 حزيران عام 1921م، ونال رتبة مقدم في عام 1922م، وكان من الرجال المخلصين المعروفين بالدين والصلاح والسيرة الحميدة وعمل الخير للناس ومساعدة المحتاجين.
 
ومن أهم إنجازاته عمله في تأسيس الجيش العراقي، وتكوين اللبنات الأولى للجيش، وكان جميل الطلعة حسن الأخلاق، وساعد في كسب الكثير من الشخصيات السياسية للدخول في مؤسسة الجيش. وساهم ولده العقيد رفعت في تأسيس تنظيم الضباط الوطنيين الذي سمي لاحقاً بتنظيم الضباط الأحرار، وكذلك ساهم ولده اللواء مدحت في إنشاء المتحف البغدادي.

## وفاته
توفى الحاج أحمد سري في عام 1376 هـ/1957م، وشيع بموكب عسكري مهيب ودفن في مقبرة الخيزران قرب مرقد الحاج نعمان الأعظمي.